# Allan Ross Welsh
Sir Allan Ross Welsh (Bedford, 8 de julio de 1875-Bulawayo, 1957) fue un abogado y político rodesiano, que se desempeñó como Presidente de la Asamblea Legislativa de Rodesia del Sur entre 1935 y 1952. 

## Primeros años y familia
Welsh nació en Bedford, Cabo Oriental, hijo de Alexander Robert Welsh, un clérigo presbiteriano nacido en Escocia, y de Bertha Salomon. Fue educado en el Dale College en King William's Town. Pasó sus exámenes finales de derecho en 1896 y fue admitido en la Corte Suprema del Cabo como abogado y notario.
En 1901, Welsh se casó con Maude Marianne Smit, hija de N. H. Smit JP y originaria de Seymour, Provincia del Cabo, con quien tuvo tres hijas.

## Carrera legal
En 1897, Welsh comenzó a trabajar como empleado en la empresa Solomon and Thompson, fundada por su tío Sir Edward Philip Solomon, en Johannesburgo. Dos años más tarde se unió a la firma Frames and Grimmer, la cual tenía sede en Bulawayo, como gerente administrativo. Charles Coghlan llegó a Bulawayo en 1900 y la empresa se convirtió en Frames and Coghlan. Sin embargo, en 1902 Frames se fue a Johannesburgo y disolvió la sociedad con Coghlan, razón por la cual Welsh se convirtió en socio de la firma el 1 de enero de 1903 y la empresa se pasó a llamarse Coghlan y Welsh.
En 1907, la firma abrió una oficina en Salisbury con el reconocido jugador de críquet Bernard Tancred como socio y la firma cambió de nombre a Coghlan, Welsh and Tancred. Cuando Tancred murió en 1911, Coghlan invitó al político Ernest Lucas Guest a unirse como socio a la firma, convirtiéndose así en Coghlan, Welsh and Guest.
En el ámbito empresarial, Welsh también fue director de Rhodesia Sugar Refinery, Ltd y de Knitting and Clothing Factory.

## Carrera política

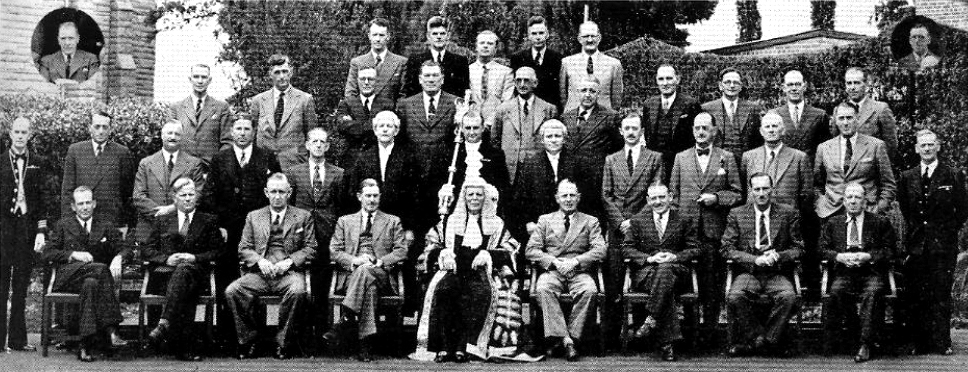
Los miembros de la Asamblea Legislativa de Rodesia del Sur en 1948. Allan Ross Welsh está en el centro de la primera fila con su túnica.

Eelsh fue elegido en 1927 como miembro de la Asamblea Legislativa de Rodesia del Sur como diputado por Bulawayo Norte, en reemplazo de Sir Charles Coghlan, quien murió en el cargo ese año. Sucedió a Lionel Cripps como presidente de la Asamblea en 1935 y sirvió en el cargo hasta 1952. Cripps no fue miembro de la Cámara y Welsh dejó de presentarse a elecciones en 1935, por lo que perdió su escaño en la Asamblea pero siguió presidiéndola.

## Muerte y condecoraciones
Sir Allan Ross Welsh murió en Bulawayo  a lo 82 años. Fue fotografiado por el estudio Bassano en Londres en 1937 y los grabados actualmente se encuentran en la National Portrait Gallery de Londres.
Fue nombrado caballero en julio de 1943 y en 1952 fue nombrado Compañero de la Orden de San Miguel y San Jorge y también se le concedió el permiso para conservar el título de Honorable, tras haber servido como por casi 20 años como Presidente de la Asamblea Legislativa de Rodesia del Sur.
También fue nombrado Gran Comendador de la Orden del Fénix por parte del rey Pablo I de Grecia en 1950, en reconocimiento a los servicios prestados durante la Segunda Guerra Mundial.